# Alban Roussel

a Compétitions nationales et continentales officielles uniquement.

b Matchs officiels uniquement.
Dernière mise à jour le 15 juin 2025.
Alban Roussel, né le 11 septembre 1998, est un joueur français de rugby à XV qui évolue au poste de deuxième ligne.

## Biographie
Formé avec les espoirs de l'USA Perpignan, il signe son premier contrat professionnel avec le club catalan le 12 décembre 2019,.
Le 22 juin 2021, il s'engage pour trois saisons au sein de l'Union Bordeaux Bègles. 
Le 8 février 2023, il quitte le club girondin pour signer au Lou Rugby.
En juin 2025, il est annoncé sur le départ pour signer en faveur de Oyonnax Rugby. 

## Palmarès

### En club
USA Perpignan :
- Champion de France espoirs en 2017
- Champion de France de Pro D2 en 2018 et 2021

### En équipe nationale
- Vainqueur du Tournoi des Six Nations des moins de 20 ans en 2018 avec l'équipe de France des moins de 20 ans.
- Vainqueur de la Coupe du monde des moins de 20 ans en 2018 avec l'équipe de France des moins de 20 ans.